# Titration nach Fajans
Die Titration nach Fajans ist eine Methode zur quantitativen Bestimmung von Chlorid-, Bromid- und Iodidionen. Sie wird zur Argentometrie gezählt. Benannt ist sie nach dem polnisch-amerikanischen Chemiker Kasimir Fajans.
Der Kernpunkt der Methode nach Fajans ist die Verwendung von Adsorptionsindikatoren, d. h. von Farbstoffen, die den Endpunkt der Titration besser erkennbar machen.

## Titration
Dabei handelt es sich um eine direkte Titration einer chlorid-, bromid- oder iodidhaltigen Lösung mit einer Silbernitrat-Maßlösung. Als Indikatoren dienen dabei organische Farbstoffe wie Eosin oder Fluorescein. Damit die Indikatoren vollständig deprotonieren wird in leicht saurer Lösung gearbeitet. Bei Konzentrationen von mehr als 0,1 mol/L Salpetersäure zersetzt sich Eosin jedoch. Daher sollte bei dieser Titrationsmethode in essigsaurer Lösung gearbeitet werden.
{\displaystyle \mathrm {Br^{-}(aq)+Ag^{+}(aq)+NO_{3}^{-}(aq)\longrightarrow AgBr\downarrow +NO_{3}^{-}(aq)} }
Titration von Bromid mit Silbernitrat, Silberbromid fällt als Kolloid aus
Unmittelbar nach dem Äquivalenzpunkt ist das ausgefallene Silberbromid-Kolloid positiv geladen und kann so Eosinanionen unter Änderung der Farbe adsorbieren.
Die Indikation kann auch potentiometrisch mit einer Silberelektrode als Indikatorelektrode erfolgen. Dies gestattet die Bromidbestimmung neben Chlorid und Iodid.
Auch eine Silberbestimmung ist mit Hilfe des basischen Farbstoffes Rhodamin 6G möglich.

## Verwandte Verfahren
Andere Bestimmungsverfahren für Halogenidionen sind die Titration nach Volhard und die Titration nach Mohr.

## Historisches
Kasimir Fajans, der seit 1917 als Professor an der Universität München tätig war, hatte 1922 im Zusammenhang mit dem photographischen Prozess eine Arbeit über Ionenadsorption an Silberbromid veröffentlicht. Seine ersten Untersuchungen über das neue Titrationsverfahren mit der Verwendung von Adsorptionsindikatoren veröffentlichte er 1923 und 1924. Ab 1936 arbeitete Fajans an der University of Michigan in Ann Arbor; dort veröffentlichte er 1938 eine Zusammenfassung über die Titration mit Adsorptionsindikatoren als Buchkapitel. Neben Fajans entwickelte auch Izaak Kolthoff die Methodik weiter, er publizierte eine Übersichtsarbeit dazu.